# Benedykt Dybowski
 (mars 2020).
Si vous disposez d'ouvrages ou d'articles de référence ou si vous connaissez des sites web de qualité traitant du thème abordé ici, merci de compléter l'article en donnant les références utiles à sa vérifiabilité et en les liant à la section « Notes et références ».
Pour les articles homonymes, voir Dybowski.
Benedykt Dybowski (en russe : Венедикт (Бенедикт) Иванович Дыбовский, Benedikt Ivanovitch Dybovski)  est un zoologiste polonais, né le 30 avril 1833 à Adamaryn et mort le 31 janvier 1930 à Lviv.

## Biographie
Il fait ses études à l'université allemande de Dorpat (aujourd’hui Tartu en Estonie ; notamment auprès du professeur Adolph Eduard Grube), à l'Université de Breslau et à celle de Berlin. C'est dans cette dernière qu'il soutient son doctorat. Il enseigne ensuite la zoologie et la paléontologie à Varsovie, alors sous administration de l'Empire russe.
Il participe à l'insurrection polonaise de 1863-1864 et est exilé en Sibérie. Il y étudie alors la faune et la flore de la région du lac Baïkal avec Wiktor Godlewski. Ses observations couvrent un champ très large et englobent la météorologie, la géologie et l'ethnologie. Il revient en Pologne en 1876. De 1878 à 1883, il repart, volontairement, dans le Kamtchatka et la région de l'Amour pour y poursuivre ses recherches.
En 1883, il enseigne à l'université de Lwów. Benedykt Dybowski était président de la Société Copernic des naturalistes polonais (1886-1887). Il poursuit les recherches de son frère, Władysław Dybowski (1838-1910), sur les mollusques de Sibérie. Il est aussi le cousin de Jean Dybowski, agronome français d'origine polonaise.
C'est un partisan ardent des thèses développées par Charles Darwin (1809-1882).
Un amphipode (Gammaracanthuskytodermogammarus loricatobaicalensis) du Lac Baïkal qu'il a nommé fut considéré comme le plus long nom scientifique. Toutefois, le nom est désormais invalide.

## Liste partielle des publications
- 1869 : Vorlaufige Mittheilungen über die Fischfauna des Ononflusses and des Ingoda in Transbaicalien, Verh. Zool.-Bot. Ges. Vien 19, 209–222.
- 1912: O Syberyi i Kamczatce. Cz. 1, Podróż z Warszawy na Kamczatkę. Warszawa : Gebethner i Wolff ; Kraków : G. Gebethner.[3]